# 中村優規
中村 優規（なかむら ゆうき、1977年8月24日 - ）は日本のドラマー。福岡県北九州市出身。血液型B型。

## 来歴・人物
1995年、ドラマー島村英二氏のアシスタントを務める。
1999年、第9回ハーフトーンミュージックミュージシャンズオーディションにおいてグランプリを受賞。
2000年、ミクスチャーバンド、SPON（スプーン）のメンバーとしてULTRA-VYBEからデビュー。
2003年、所属事務所をキティに移籍し、ドラマーとしてだけではなく、楽曲アレンジやサウンドプロデュース、新人アーティストの育成にも携わる。
2001年、リズム探究の為アフリカのセネガルへ渡り、現地の有名パーカッショニストに師事。
2005年、ブラジルのリオデジャネイロ、サルヴァドール、ベロオリゾンテへ渡る。
2006年、キューバへ渡り、Irakereのレジェンドドラマー、Enrique Plaに師事。
2008年、Yu-ki Nakamura 1st Solo Album『Words on Move』をリリース。
ブラジル音楽界の奇才、Eumir Deodatoからの絶賛を受け国内外から高評価を得る。
自身のリーダーバンド、Words on Moveを結成。
2011年より、ドラムセットとサンプラーを駆使したソロライブを定期的に行う。
2014年、矢沢永吉が新たに結成したバンド、Z's（ゼッツ）の正式メンバーとして1000人の中から抜擢される。
2015年〜2020年、石川さゆりコンサートにドラマーとして参加。
2016年、デヴィッド・ルヴォー演出の舞台、ETERNAL CHIKAMATSUにドラマーとして参加。
2016年、福山雅治主演、フジテレビ系月9ドラマ、ラヴソングのドラム指導、及び出演。
2017年、渋谷区教育委員会主催イベントの一環として、子供達を対象にしたダンボールカホンのワークショップを行う。
2019年、自身のリーダーバンド、noranuを結成。
2023年、完全マンツーマンのドラムレッスン、サウンド＆グルーヴ・ドラムレッスンを開講。
2023年、北九州市小倉にて初のドラムセミナーを開催。
2024年、シンガーソングライター、ピアニストの押谷沙樹と共に、Montreux Jazz Festival Japan 2024のサブステージに出演。

## 共演アーティスト

### レコーディング参加
- Akeboshi
- 家入レオ
- 大久保海太
- 大原櫻子
- 押谷沙樹
- 加藤ミリヤ
- Salley
- SINON
- suzumoku
- SNoW
- タイナカ彩智
- 玉城千春
- つじあやの
- DEPAPEPE
- 中嶋ユキノ
- NOKKO
- 花岡なつみ
- 初音
- 広沢タダシ
- fairlife（浜田省吾、水谷公生、春嵐）
- 福原美穂
- FreeTEMPO
- 光永亮太
- 森広隆
- 森恵
- RIP SLYME

### ライブ参加
- 青山テルマ
- Akeboshi
- 安倍なつみ
- 石川さゆり
- 井上喜久子
- うらら
- 大久保海太
- 岡野宏典
- 我那覇美奈
- 熊井友理奈
- Salley
- 樹里からん
- JUNE
- 菅谷梨沙子
- 杉瀬陽子
- suzumoku
- SNoW
- タイナカ彩智
- Chie
- DEPAPEPE
- 中沢ノブヨシ
- NOKKO
- ハシケン
- 人見元基
- ピストルバルブ
- 広沢タダシ
- fairlife（浜田省吾、水谷公生、春嵐）
- 福原美穂
- FreeTEMPO
- Hermann H.&The Pacemakers
- 光永亮太
- 森広隆
- Yae
- 矢沢永吉
- Rickie-G

### TV・MV参加アーティスト
- Akeboshi
- 石井竜也
- 上戸彩
- コブクロ
- Salley
- 鈴木雅之
- suzumoku
- ソニン
- 千秋
- 秦基博
- 平井堅
- hiro
- 福原美穂
- 藤原さくら
- 観月ありさ
- 光永亮太
- 森広隆